# Edoardo Mason
Edoardo Mason (Limena, 8 novembre 1903 – Verona, 15 marzo 1989) è stato un missionario e vescovo cattolico italiano.

## Biografia
Abbracciò la vita religiosa tra i Figli del Sacro Cuore di Gesù e fu ordinato prete l'11 luglio 1926.
L'8 maggio 1947 fu eletto vescovo titolare di Rusicade e vicario apostolico di Bahr el-Ghazal; fu consacrato vescovo a Padova il 29 giugno successivo. Fondò a Wau le congregazioni indigene dei Fratelli del Sacro Cuore e delle Suore di Nazareth. Fu trasferito al vicariato apostolico di El Obeid il 10 maggio 1960, ma nel 1964 fu espulso dal Sudan.
Si dimise dall'ufficio di vicario apostolico il 28 febbraio 1969 e si stabilì a Nairobi, presso gli Apostoli di Gesù.

## Genealogia episcopale
La genealogia episcopale è:
- Cardinale Scipione Rebiba
- Cardinale Giulio Antonio Santori
- Cardinale Girolamo Bernerio, O.P.
- Arcivescovo Galeazzo Sanvitale
- Cardinale Ludovico Ludovisi
- Cardinale Luigi Caetani
- Cardinale Ulderico Carpegna
- Cardinale Paluzzo Paluzzi Altieri degli Albertoni
- Papa Benedetto XIII
- Papa Benedetto XIV
- Papa Clemente XIII
- Cardinale Bernardino Giraud
- Cardinale Alessandro Mattei
- Cardinale Pietro Francesco Galleffi
- Cardinale Giacomo Filippo Fransoni
- Cardinale Carlo Sacconi
- Cardinale Edward Henry Howard
- Cardinale Mariano Rampolla del Tindaro
- Cardinale Rafael Merry del Val
- Arcivescovo Andrea Giacinto Longhin, O.F.M.Cap.
- Patriarca Carlo Agostini
- Vescovo Edoardo Mason, F.S.C.I.